# Osservatorio Astronomico Geminiano Montanari
Das Osservatorio Astronomico Geminiano Montanari ist eine Sternwarte auf dem Gebiet der Gemeinde Cavezzo in der Provinz Modena. Die Registriernummer beim Minor Planet Center lautet 107.
Die Sternwarte wurde ab 1975 in Zusammenarbeit mit der Gemeinde Cavezzo errichtet und ging 1978 in Betrieb. Sie wurde nach dem italienischen Astronomen Geminiano Montanari (1633–1687) benannt.
Das Hauptinstrument ist ein Spiegelteleskop in Cassegrain-Bauart mit einem Spiegeldurchmesser von 40 cm und einer Brennweite von 221 cm. Damit wurden zwischen 1995 und 2001 insgesamt sieben Asteroiden entdeckt.